# Storage Hunters : La Guerre des enchères
 (septembre 2015).
Si vous disposez d'ouvrages ou d'articles de référence ou si vous connaissez des sites web de qualité traitant du thème abordé ici, merci de compléter l'article en donnant les références utiles à sa vérifiabilité et en les liant à la section « Notes et références ».
Storage Hunters : La Guerre des enchères (Storage Hunters) est une émission de télé-réalité américaine et britannique diffusée entre le 1er juin 2011 et le 17 décembre 2013 sur la chaîne TruTV aux États-Unis et depuis 28 octobre 2014 sur la chaîne Dave au Royaume-Uni.
En France, l'émission est diffusée à partir du 1er septembre 2015 sur D17, dès le 16 avril 2016 sur 6ter et depuis le  18 juillet 2016 sur D8. Elle est également diffusée sur la chaîne Discovery Channel depuis le 1er janvier 2014, sous le nom de Broc en Stock,

## Concept
Créé par et mettant en vedette Sean Kelly le commissaire-priseur et comédien, l'émission met en vedette une série de ventes aux enchères de garde-meubles.

## Émission américaine (2011-2013)
| Saison | Saison | Épisodes | Début         | Fin              |
| ------ | ------ | -------- | ------------- | ---------------- |
|        | 01     | 21       | 1er juin 2011 | 14 février 2012  |
|        | 02     | 26       | 10 juin 2012  | 9 juin 2013      |
|        | 03     | 26       | 9 juin 2013   | 17 décembre 2013 |

## Épisodes

### Saison 1 (2011-2012)
1. Bataille sanglante (Bloody Battle)
2. Enchères à Hollywood (Cash Wars)
3. Du rififi à la Nouvelle-Orléans (Brawlin' on the Bayou)
4. La Nouvelle-Orléans, vaudou et taxidermie (Rednecks & Riches)
5. La fièvre du jeu (Gamblin' Gods)
6. Coup de feu (Disaster Strikes!)
7. Les Yankees à Boston (Boston Bad Blood)
8. Gros pactole (Score of the Century)
9. Gueguerre de sécession (Old Rivals, New Wars)
10. L'argent n'a pas d'odeur (Cash Dash)
11. Méli-mélo médiéval (Medieval Melee)
12. Coups bas (Dirty Deeds, Dirtier Dealings)
13. Coincé dans le box (Dirty Gold Rush)
14. Guerres primitives (Native Wars)
15. Tout feu, tout flamme (Smoking Hot)
16. D'Art d'Art (Triple X)
17. Bagages mystères (Built for Speed)
18. Coup de chaud (Buyer Beware)
19. Un drôle de cirque (Fishing for Trouble)
20. Trésor de guerre (All Out War)
21. Quitte ou double (Judgment Day)

### Saison 2 (2012-2013)
1. Pas de quartier (Bid or Die)
2. Complots et manigances (Never a Safe Bet)
3. Le coffre mystère (Checkmate)
4. 7 ans de malheur (Double Cross)
5. Faux-semblants (Once in a Lifetime)
6. Bowling et distributeur de billets (Naughty Hands & Crazy Pants)
7. Véhicule surprise à Las Vegas (Bowling for Billions)
8. Il est houdini ? (Sin City Sucker Punch)
9. La main passe (Now You See It, Now You Don't)
10. Même son de cloche (This Can't Be!)
11. Le miel et les abeilles (Swollen Profits)
12. Porte close (Business in a Box)
13. Les enchères s'envolent (Hold Tight & Bid High)
14. Fête foraine (Men at War)
15. En eaux troubles (Stormy Waters)
16. Enchères sauvages (Claws for Cash)
17. Action ou vérité ? (Truth or Dare)
18. La guerre des nerfs (Torching the Competition)
19. De l'huile sur le feu (Fuel to the Fire)
20. Au four et au moulin (Dangerous Methods)
21. Tombé du camion (Mother Truckers)
22. Un fauteuil pour deux (Rhinestones and Thrones)
23. La caravane passe (Bear Hunters)
24. Coup de poker (Risky Business)
25. Le tout pour le tout (Going for Broke)
26. Box surprise (Deceptive Deals)

### Saison 3 (2013)
1. Box de l'espace (Buried Alive)
2. La boîte de Pandore (Behind Closed Doors)
3. Tirer les ficelles (Lock and Load)
4. Le feu aux poudres (Bling & Bang)
5. Box de Noël (Winter Wonderland)
6. Place aux jeunes (Out with the Old)
7. L'ours se réveille (The Dancing Bear)
8. Surfer sur la vague (Surfs Up in Canyon Country)
9. Le bal des pompiers (Sound the Alarm)
10. L'aile ou la cuisse (The Art of the Bid)
11. La vallée du vin (Wine Country)
12. L'homme qui tombe à pic (A Test of Wills)
13. Des enchères qui s'envolent (Let It Fly)
14. Kilt ou double (Mystery Trailer)
15. Un box accrocheur (Dying to Know)
16. Monsieur propre (Bid 'Em Up)
17. La boîte australienne (Rolling Thunder)
18. La température monte (Too Hot!)
19. Des enchères canons (His Way)
20. Pêche au trésor (Dropping Anchor)
21. Enchères XXL (The Big One)
22. Brandon contre Lori (Brandon vs. Lori)
23. Jusqu'au bout de la nuit (After Dark)
24. La foire d'empoigne (All's Fair)
25. Aloha (Underwater in Hawaii)
26. Dans les bunkers d'Hawaï (Flying High)

## Émission britannique (Depuis 2014)
| Saison | Saison | Épisodes | Début           | Fin |
| ------ | ------ | -------- | --------------- | --- |
|        | 01     | 10       | 28 octobre 2014 | -   |
|        | 02     | -        | -               | -   |
|        | 03     | -        | -               | -   |

## Épisodes

### Saison 1 (2014)[7]
Sauf indication contraire, les informations mentionnées dans cette section peuvent être confirmées par la base de données cinématographiques IMDb,  présente dans la section « Liens externes ».
1. Titre français inconnu (Ipswich)
2. Titre français inconnu (Milton Keynes)
3. Titre français inconnu (Bentwaters)
4. Titre français inconnu (Perth)
5. Titre français inconnu (Blackpool)
6. Titre français inconnu (Oxford)
7. Titre français inconnu (Glasgow)
8. Titre français inconnu (Preston)
9. Titre français inconnu (Barking)
10. Titre français inconnu (Reading)

## Participants
- Commissaires-priseurs :
  - Sean Kelly
- Principaux acheteurs des États-Unis :
  - Brandon et Lori Bernier : « Équipe Brandori »
  - Jesse McClure : « Jessy »
  - Tarrell Wright :« T-Money »
  - Ronald Kirkpatrick : « Papa Ours »
  - James et Dustin Taylor : « Les Frères Taylor »
  - Scott et Chrissy Tassone :
  - Mone Smith :
  - Desert Dan :
  - Wade Gallagher :
  - FJ :
  - Kashuna Perfected :
  - Le Alvarado Brothers :
- Principaux acheteurs du Royaume-Uni :
  - John et Natalie Maddox :
  - Colin Newell : « Heavy D » (participe en 2016 à la 18e saison de Celebrity Big Brother
  - Linda Lambert :
  - Daniel Hill : « Dapper Dan »
  - Barry et Darren Elford :
  - George Johnson :
  - Jesse McClure :
  - T-Money :
  - Sam :
  - Boudicca :
  - Rupert :
  - Scotty :

### Émissions similaires
- Storage Wars : Enchères surprises est la première version, diffusée depuis le 1er décembre 2010.

Le série "Storage Wars" a donné lieu à huit autres déclinaisons, basées sur le même principe :
- Storage Wars : Texas (2011-2014) : Premier spin-off
- Storage Wars : Enchères à New York (2013) : Deuxième spin-off
- Storage Wars: Miami (en) (2015) : Troisième spin-off
- Barry'd Treasure (en) (2014) : Quatrième spin-off
- Brandi & Jarrod: Married to the Jo (2014) : Cinquième spin-off
- Storage Wars : Barry Strikes Back (2015) : Sixième spin-off
- Storage Wars : Adjugé, vendu (Canada) (2013 - 2015) : Première version international
- Storage Wars France : Enchères surprises (2015) (6ter) ; Deuxième version international

Autres émissions similaires :
- Auction Hunters
- Baggage Battles
- Enchères à l'aveugle (Property Wars)
- Enchères à tout prix
- Storage Hunters : La Guerre des enchères
- Box aux enchères (2016) (D8) .